# Behn Wilson
Bevan Alexander Behn Wilson, född 19 december 1958, är en kanadensisk professionell ishockeyback som tillbringade nio säsonger i den nordamerikanska ishockeyligan National Hockey League (NHL), där han spelade för Philadelphia Flyers och Chicago Black Hawks/Blackhawks. Han producerade 359 poäng (98 mål och 261 assists) samt drog på sig 1 480 utvisningsminuter på 601 grundspelsmatcher.
Wilson spelade också för Kalamazoo Wings i International Hockey League (IHL) och Ottawa 67's, Windsor Spitfires och Kingston Canadians i Ontario Major Junior Hockey League (OMJHL).
Han draftades i första rundan i 1978 års draft av Philadelphia Flyers som sjätte spelare totalt.
Wilson var en enforcer (slagskämpe) under sin NHL-karriär.

## Statistik
| Källa: Utv = Utvisningsminuter | Källa: Utv = Utvisningsminuter | Källa: Utv = Utvisningsminuter |             | Grundserie  | Grundserie  | Grundserie  | Grundserie  | Grundserie  |             | Slutspel    | Slutspel    | Slutspel    | Slutspel    | Slutspel |
| Säsong                         | Lag                            | Liga                           | Matcher     | Mål         | Assist      | Poäng       | Utv         | Matcher     | Mål         | Assist      | Poäng       | Utv         |             |          |
| ------------------------------ | ------------------------------ | ------------------------------ | ----------- | ----------- | ----------- | ----------- | ----------- | ----------- | ----------- | ----------- | ----------- | ----------- | ----------- | -------- |
| 1974–1975                      | Don Mills Flyers               | MTHL                           | 44          | 24          | 45          | 69          | —           | —           | —           | —           | —           | —           |             |          |
| 1975–1976                      | Ottawa 67's                    | OMJHL                          | 63          | 5           | 16          | 21          | 131         | 12          | 3           | 2           | 5           | 46          |             |          |
| 1976–1977                      | Ottawa 67's                    | OMJHL                          | 31          | 8           | 29          | 37          | 115         | —           | —           | —           | —           | —           |             |          |
|                                | Windsor Spitfires              | OMJHL                          | 17          | 4           | 16          | 20          | 38          | —           | —           | —           | —           | —           |             |          |
|                                | Kalamazoo Wings                | IHL                            | 13          | 2           | 7           | 9           | 40          | —           | —           | —           | —           | —           |             |          |
| 1977–1978                      | Kingston Canadians             | OMJHL                          | 52          | 18          | 58          | 76          | 186         | 2           | 1           | 3           | 4           | 21          |             |          |
| 1978–1979                      | Philadelphia Flyers            | NHL                            | 80          | 13          | 36          | 49          | 197         | 5           | 1           | 0           | 1           | 8           |             |          |
| 1979–1980                      | Philadelphia Flyers            | NHL                            | 61          | 9           | 25          | 34          | 212         | 19          | 4           | 9           | 13          | 66          |             |          |
| 1980–1981                      | Philadelphia Flyers            | NHL                            | 77          | 16          | 47          | 63          | 237         | 12          | 2           | 10          | 12          | 36          |             |          |
| 1981–1982                      | Philadelphia Flyers            | NHL                            | 59          | 13          | 23          | 36          | 135         | 4           | 1           | 4           | 5           | 10          |             |          |
| 1982–1983                      | Philadelphia Flyers            | NHL                            | 62          | 8           | 24          | 32          | 92          | 3           | 0           | 1           | 1           | 2           |             |          |
| 1983–1984                      | Chicago Black Hawks            | NHL                            | 59          | 10          | 22          | 32          | 143         | 4           | 0           | 0           | 0           | 0           |             |          |
| 1984–1985                      | Chicago Black Hawks            | NHL                            | 76          | 10          | 23          | 33          | 185         | 15          | 4           | 5           | 9           | 60          |             |          |
| 1985–1986                      | Chicago Black Hawks            | NHL                            | 69          | 13          | 37          | 50          | 113         | 2           | 0           | 0           | 0           | 2           |             |          |
| 1986–1987                      | Spelade ej.                    | Spelade ej.                    | Spelade ej. | Spelade ej. | Spelade ej. | Spelade ej. | Spelade ej. | Spelade ej. | Spelade ej. | Spelade ej. | Spelade ej. | Spelade ej. | Spelade ej. |          |
| 1987–1988                      | Chicago Blackhawks             | NHL                            | 58          | 6           | 23          | 29          | 166         | 3           | 0           | 0           | 0           | 6           |             |          |
| NHL totalt                     | NHL totalt                     | NHL totalt                     | 601         | 98          | 260         | 358         | 1480        | 67          | 12          | 29          | 41          | 190         |             |          |
| OMJHL totalt                   | OMJHL totalt                   | OMJHL totalt                   | 163         | 35          | 119         | 154         | 470         | 14          | 4           | 5           | 9           | 67          |             |          |